# Villepreux
Villepreux is een gemeente in het Franse departement Yvelines (regio Île-de-France) en telt 11.150 inwoners (2021). De plaats maakt deel uit van het arrondissement Saint-Germain-en-Laye. Het is een van de twaalf gemeenten van de nieuwe stad Saint-Quentin-en-Yvelines.

## Geografie
De oppervlakte van Villepreux bedraagt 10,4 km², de bevolkingsdichtheid is 945,7 inwoners per km².
De onderstaande kaart toont de ligging van Villepreux met de belangrijkste infrastructuur en aangrenzende gemeenten.

## Demografie
Onderstaande figuur toont het verloop van het inwonertal (bron: INSEE-tellingen).

## Overleden
- Alexandre Okinczyc (1839-1886), arts[2]
- Georges Nagelmackers (1845-1905), Belgisch industrieel[3]